# Dolomedes aquaticus
Dolomedes aquaticus är en spindelart som beskrevs av Goyen 1888. Dolomedes aquaticus ingår i släktet Dolomedes och familjen vårdnätsspindlar. Inga underarter finns listade i Catalogue of Life.